# Horda

A hordákban élő vadászok és gyűjtögetők elterjedtsége 4000 évvel ezelőtt (sárgával jelölve)

A hordákban élő vadászok és gyűjtögetők elterjedtsége különböző korokban

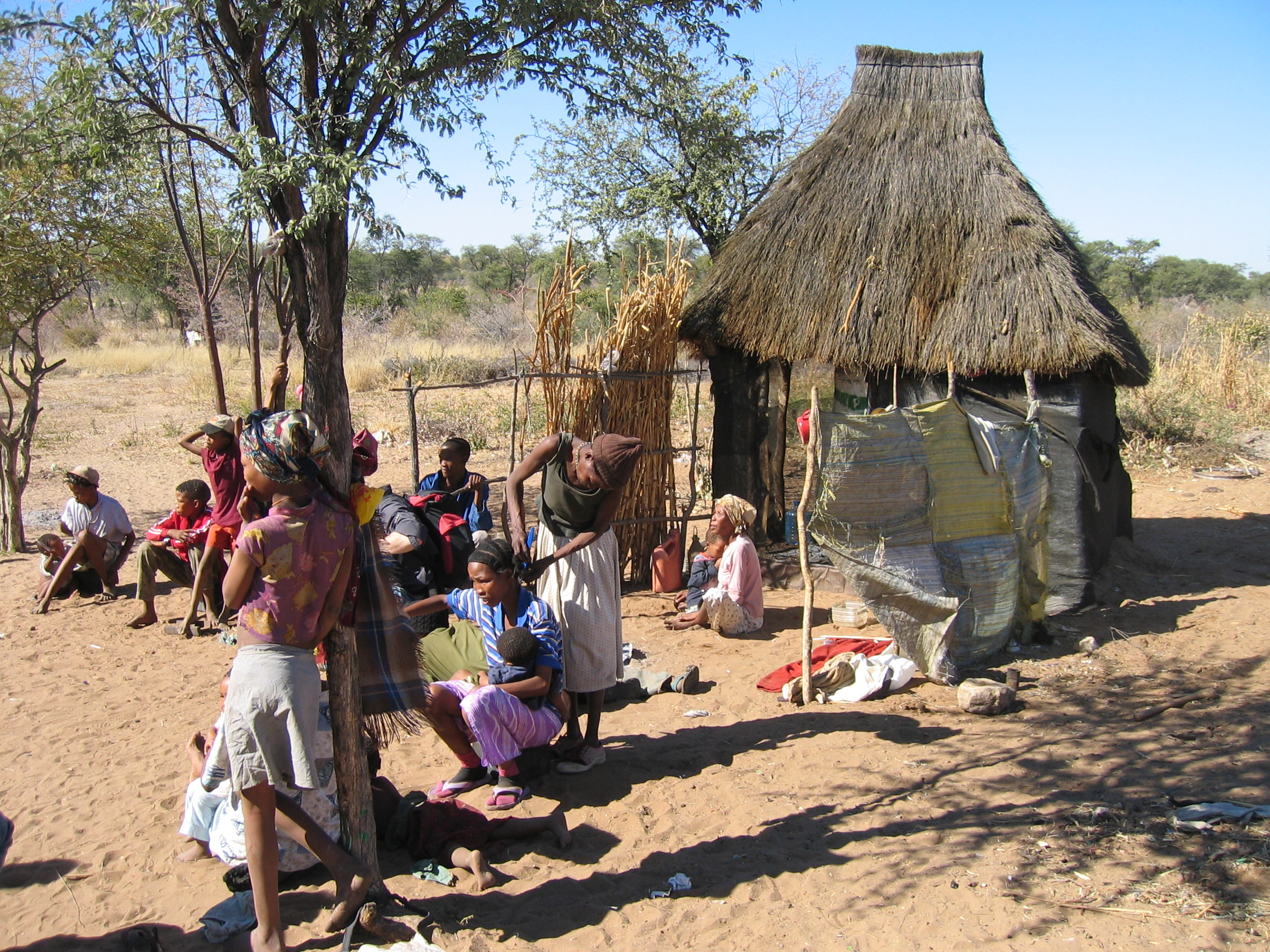
Szan horda ideiglenes településének részlete Namíbiában

A horda történettudományi, antropológiai fogalma – a szó köznapi, pejoratív jelentésétől eltérően – az ősközösségi társadalomban együtt élő emberek csoportja, a nemzetségi-törzsi szerveződést megelőző lépcsőfok. Egymással rokonságban álló családok laza együttese, anyai vagy apai leszármazási alapon rendeződve, általában maximum 30–50 személy.

## Jellemzői
A vadászó-gyűjtögető létfenntartást folytató hordák laza, esetenként az évszaktól és a vadászati, gyűjtögetési lehetőségektől függően váltakozó létszámú, egyesülő és szétváló csoportokban élnek és vándorolnak. Társadalmuk hatalmi szerkezete egyenlősítő, egalitáriánus. A legjobb vadászok képességeit elismerik, de ez nem vezet nagyobb hatalomhoz, vagy a többiek feletti ellenőrzés igényéhez, mivel ezt a többiek nem fogadnák el. A közös döntéseket hosszas tanácskozásokon alakítják ki az idősebbek részvételével.

## Példák
Történetileg a hordák a világ minden, az ember által meghódított részén léteztek, de a civilizációk fejlődésével visszaszorultak a nehezebb megélhetést biztosító területekre, az esőerdőkbe, a tundrákra, az északi-sarki jégmezőkre és a félsivatagokba. E társadalmi forma legtovább fennmaradt példái többek között a szanok Dél-Afrikában, a pigmeusok Közép-Afrikában az ausztrál őslakosok sok csoportja, valamint a sosonok az Egyesült Államokban, .

## Fordítás
Ez a szócikk részben vagy egészben  a   Band society című angol Wikipédia-szócikk ezen változatának fordításán alapul.  Az eredeti cikk szerkesztőit annak laptörténete sorolja fel. Ez a jelzés csupán a megfogalmazás eredetét és a szerzői jogokat jelzi, nem szolgál a cikkben szereplő információk forrásmegjelöléseként.